# Doshinkan
Dōshinkan (jap. 道心館, dōshinkan) ist ein System des Karate. 
Karatedō Dōshinkan wurde von Hanshi 10. Dan Isao Ichikawa gegründet, einem Meisterschüler von Kanken Toyama, nach dessen Tod 1966 er sich in Österreich ansiedelte und wiederholt Mexiko bereiste. Der Name  Dōshinkan wurde in den Jahren 1968/69 offiziell eingeführt und ist seitdem schulbildend.
Von 1996 bis März 2019 wurde Dōshinkan von Hanshi 10. Dan Nobuo Ichikawa geführt. 
Ab Ende März 2019 wird Karatedō Dōshinkan offiziell von Hanshi 10. Dan Masako Fujimoto-Stock geleitet.
Das Zentrum („Honbu Dōjō“) befindet sich seit 2019 in Kramsach (Tirol). Das ehemalige Honbu Dōjō in Wien wird seitdem als „Kyu Honbu Dōjō“ bezeichnet. Weitere Dōjō gibt es unter anderem in Deutschland, Polen, Griechenland, Ungarn, den USA, Mexiko und Japan. Dōshinkan wird zudem in Gabun und Tunesien trainiert.
Dōshinkan versteht sich als traditionelles Karate, im Unterschied zum Sportkarate gibt es in Dōshinkan keine Wettkämpfe. Besonderer Wert wird auf die Beziehung vom Meister zu Schüler bzw. Schülerin gelegt. Getreu diesem Prinzip soll es im Dōshinkan jedem Menschen möglich sein, mit Hanshi zu trainieren, unabhängig von Wissensstand und Fähigkeiten.
Die Trainingsstunden sind von Konzentration geprägt, es werden Grundtechnik, Kata und Kumite (Partnerübungen) geübt. Die Übung baut auf den Prinzipien Maneru – Wakaru – Nareru (Nachahmen – Verstehen – zur Gewohnheit werden) auf.